# 歐洲聯盟外交事務委員會

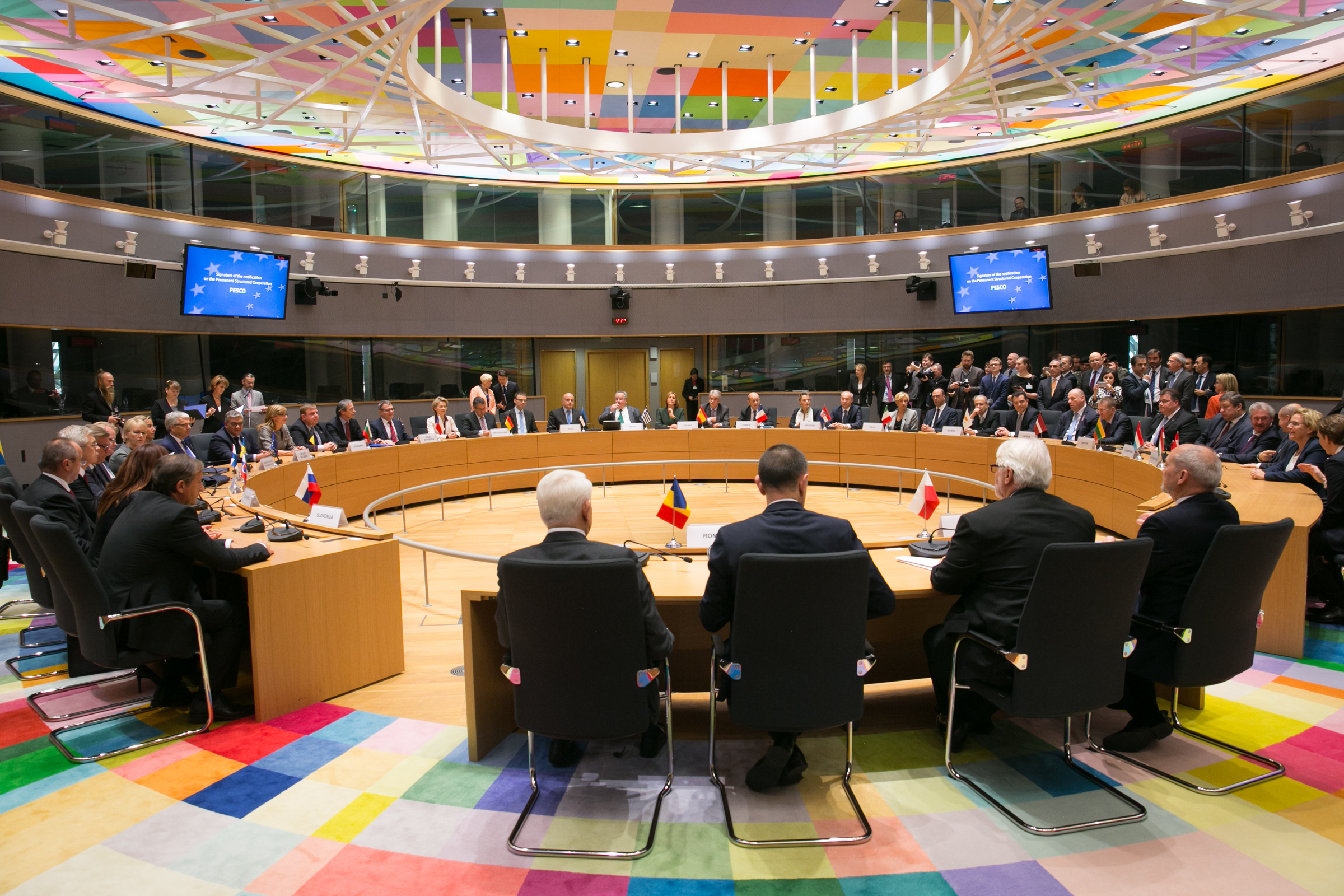
2017年簽署永久合作架構的外交理事會，出席者包括外交部長和國防部長。

外交理事會（Foreign Affairs Council, FAC）是歐盟理事會的組成之一，會議每月召開一次。 會議成員包含了各成員國外交部長。負責歐洲事務、國防、發展或貿易的部長也根據議程與會。本會議是由歐盟外交與安全政策高級代表擔任主席，而不是由擔任歐盟理事會主席國擔任。不過，當外交理事會是以負責貿易的部長組合（FAC/Trade）召開會議時，是由主席國部長主持。
外交理事會負責處理歐盟的對外事務，包括共同外交和安全政策（CFSP）、共同安全與防務政策（CSDP）、對外貿易及發展合作。近年來，外交理事會與歐盟執委會致力於確保歐盟的對外活動在歐盟的一系列政策裡保持一致。

## 組成
外交理事會根據會議議程，召集不同的部長級代表參與會議。通常由各國外交部長或其代表參加，如常駐代表、國務秘書等。在部份情況下，國防部長、貿易部長或發展部長也會參與。

### 配置
| 配置              | 領域               | 成員     | 理事會主席   | 現任主席                              |
| ----------------- | ------------------ | -------- | ------------ | ------------------------------------- |
| FAC               | 共同外交和安全政策 | 外交部長 | 歐盟高級代表 | 卡娅·卡拉斯（歐洲對外事務部）         |
| FAC (Defence)     | 共同安全與防務政策 | 國防部長 | 歐盟高級代表 | 卡娅·卡拉斯（歐洲對外事務部）         |
| FAC (Development) | 發展合作           | 發展部長 | 歐盟高級代表 | 卡娅·卡拉斯（歐洲對外事務部）         |
| FAC (Trade)       | 共同商業政策       | 貿易部長 | 主席國部長   | 外交與貿易部長西亞爾托·彼得（匈牙利） |

## 歷史
2009年，《里斯本條約》將總務與外部關係理事會（General Affairs and External Relations Council）分為外交事務理事會與總務理事會。這兩個理事會是唯二在歐洲聯盟條約提及的理事會。

## 資料來源
1. ↑  Gegout, Catherine. . University of Toronto Press. 2010-01-01: 46. ISBN 978-1-4426-1034-7 （英语）.
2. ↑  .   [2024-07-28]. （原始内容存档于2021-08-30）.
3. ↑  .   [2024-07-28]. （原始内容存档于2021-03-08）.
4. ↑  .   [2024-07-28]. （原始内容存档于2021-06-20）.
5. ↑  .   [2024-07-28]. （原始内容存档于2021-03-08）.

## 外部連結
- 關於外交事務委員會 （页面存档备份，存于）
- 外交事務委員會的新聞稿 （页面存档备份，存于）